# Bouqueval
Bouqueval ist eine französische Gemeinde mit 306 Einwohnern (Stand 1. Januar 2022) im Département Val-d’Oise in der Region Île-de-France; sie gehört zum Arrondissement Sarcelles und zum Kanton Villiers-le-Bel.
Nachbargemeinden von Bouqueval sind Goussainville, Gonesse, Villiers-le-Bel, Le Plessis-Gassot und Fontenay-en-Parisis.

## Bevölkerungsentwicklung
| Jahr      | 1962 | 1968 | 1975 | 1982 | 1990 | 1999 | 2007 | 2014 | 2021 |
| Einwohner | 148  | 194  | 250  | 292  | 289  | 293  | 309  | 319  | 305  |

## Sehenswürdigkeiten
- Kirche Saint-Jean-Baptiste (16. Jahrhundert)
- Schloss Bouqueval